# 東京証券取引所
株式会社東京証券取引所（とうきょうしょうけんとりひきじょ、英: Tokyo Stock Exchange,Inc.）は、株式会社日本取引所グループ（JPX）の子会社で、日本国最大の証券取引所である。東京都中央区日本橋兜町に所在する。金融商品取引法上の金融商品取引所。略称は東証（とうしょう）、TSE。その他、カーボンクレジット市場も開設している。

## 概説
日本取引所グループのうち、企業株式を中心とする有価証券が売買される現物市場運営を受け持つほか、カーボン・クレジット市場運営も受け持つ。2015年の店頭取引を含む株式売買代金は日本全国合計で746兆1770億円であり、うち東証が745兆9550億円に上り、99.97%超を占める。
日本初の公的な証券取引機関である東京株式取引所を前身に（後述東京株式取引所時代と比較した市場の性格も参照）、1949年4月1日に証券業者（のちの証券会社、現在の金融商品取引業者）を会員とする東京証券取引所として設立。2001年に組織変更し、株式会社東京証券取引所となった。
東証の株式市場には、上場基準の異なるプライム、スタンダード並びに新興企業向けのグロースがある。
東証は、東証市場において成立した有価証券の清算機関として、グループ会社・兄弟会社である日本証券クリアリング機構を指定している。
東証自体の収益拡大と日本の資本市場発展という目的から、国内外企業の新規株式公開（IPO）誘致に取り組んでいる。地方のIPO候補企業を発掘するため、北海道から九州まで全国の地方銀行とも連携している。
かつては人手によって株券売買が行われていたが、株券売買立会場は1999年4月30日に閉場され、跡地は東証Arrowsという施設として2000年5月9日にオープンしている。
その他の業務として、取引主体識別子（LEI）の付番機関として、情報サービス部がLEI付番業務を担う。

## 沿革

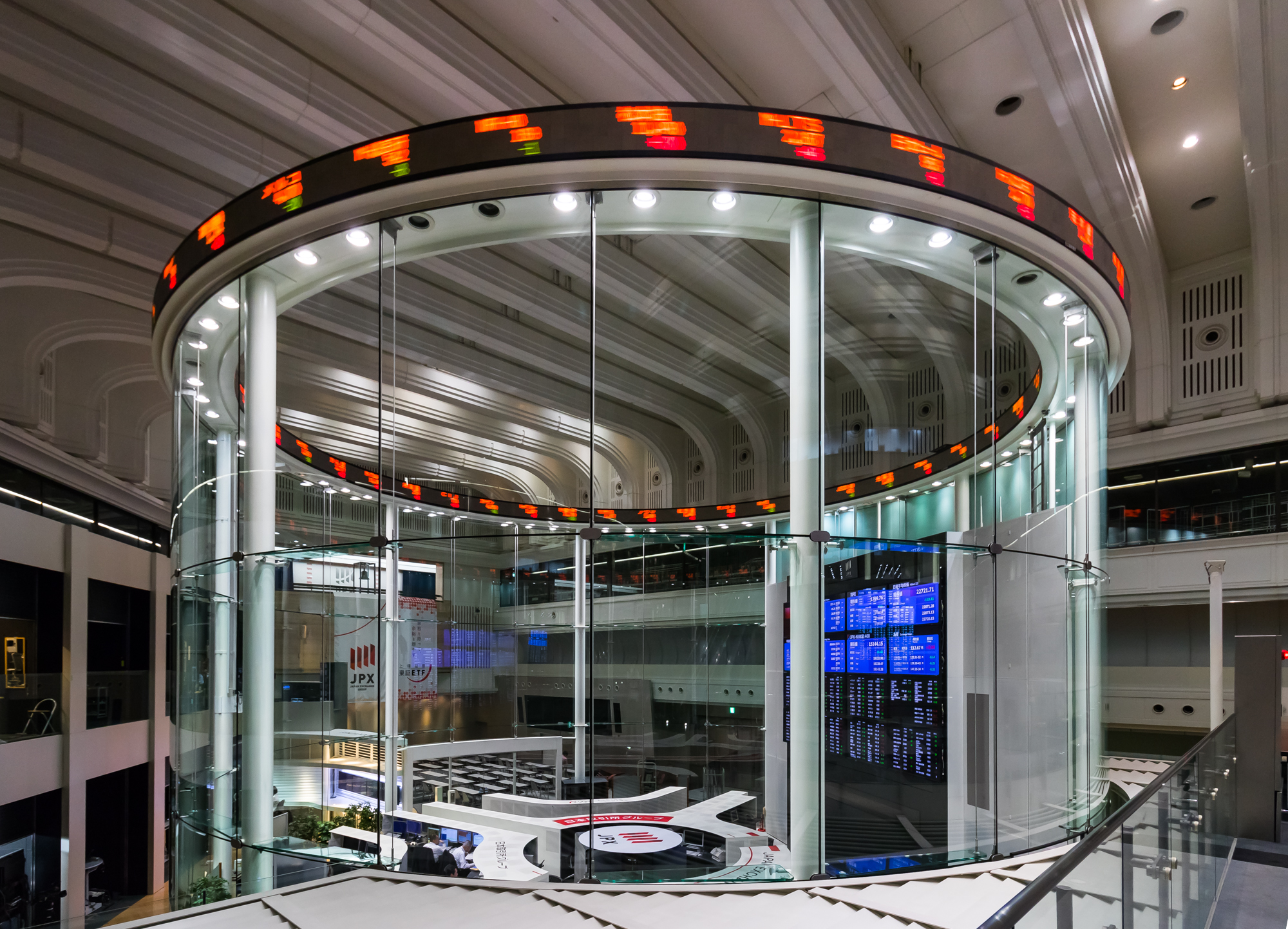
マーケットセンター（東証Arrows内）
上の環状電光掲示板は、取引の活発さに合わせて流れるスピードが変わる（2021年の電光掲示板交換前）

JPX発足前の東京証券取引所のロゴ

戦前期の歴史は「東京株式取引所」を参照のこと。
- 1949年（昭和24年）4月1日 - 証券会員制法人東京証券取引所設立。5月11日、GHQ、証券取引所に関する覚書。5月16日、売買立会を開始。
- 1961年（昭和36年）10月2日 - 市場第二部を開設。
- 1973年（昭和48年）12月18日 - 外国株市場を開設。（2004年2月に「外国部」は廃止。詳細後述）
- 1974年（昭和49年）9月24日 - 電光掲示板による株価表示を開始。
- 1982年（昭和57年）1月23日 - 市場第二部の33銘柄に対してコンピュータの売買システムを導入[13]。
- 1982年（昭和57年）4月8日  - 旧本館の解体式を挙行。（1983年〈昭和58年〉3月 - 解体終了）
- 1982年（昭和57年）12月28日 - 撃柝売買終了。
- 1984年（昭和59年）10月31日 -  旧本館の敷地に、新市場館（現：東証Arrows）竣工。（12月6日 - 竣工式）
- 1985年（昭和60年）1月26日 - 市場第二部の全銘柄をコンピュータによる取引に対応[14]。
- 1985年（昭和60年）4月6日 - 市場第一部の立会銘柄以外をコンピュータによる取引に対応[14]。
- 1985年（昭和60年）5月10日 - 株券売買立会場を旧市場館で閉場。
- 1985年（昭和60年）5月13日 - 新市場館における、株券売買立会を開始。同日 旧市場館を解体開始。
- 1985年（昭和60年）10月3日 -  新本館 新築工事 地鎮祭を挙行。
- 1988年（昭和63年）4月30日 - 旧市場館の敷地に、新本館が竣工。全取引をコンピュータによるものに対応。これを機に主要銘柄取引をコンピュータ化。
- 1988年（昭和63年）5月23日 - 新本館の竣工式 ならびに 完成記念式典を挙行。
- 1990年（平成2年）11月26日 - 東証立会取引合理化システムを導入。
- 1991年（平成3年）3月18日 - 立会取引合理化システムを完全実施。
- 1999年（平成11年）4月30日 - 株券売買立会場が閉場。全ての取引がシステム化された。
- 1999年（平成11年）11月11日 - マザーズを開設。
- 2000年（平成12年）3月1日 - 広島証券取引所及び新潟証券取引所を合併。両取引所の単独上場銘柄は市場第二部に指定。
- 2000年（平成12年）5月9日 - 株券売買立会場跡地に東証Arrowsがオープン。新しい電光掲示板による株価表示開始。
- 2001年（平成13年）11月1日 - 組織変更し、商号を株式会社東京証券取引所とする。初代社長は大蔵官僚出身の土田正顕。
- 2004年（平成16年）4月1日 - 土田の急逝に伴い社長に鶴島琢夫が就任。いわゆる「生え抜き」がトップに就くのは証券会員制法人時代を含めて初めて[15]。
- 2005年（平成17年）2月7日 - 外国株市場を廃し、上場外国会社全29銘柄を市場第一部に指定。
- 2005年（平成17年）12月20日 - 11月のシステム障害や12月のジェイコム問題の責任をとる形で、鶴島がこの日をもって社長を辞任。他、専務・常務の2人も辞任。
- 2005年（平成17年）12月21日 - 同年の6月から会長職に就いていた西室泰三が社長職を兼務。
- 2007年（平成19年）6月15日 - シンガポール証券取引所（SGX）の発行済み株式のうち4.99%に相当する5305万株の取得を発表。
- 2007年（平成19年）7月9日 - 金融庁が持株会社体制に移行することを認可。
- 2007年（平成19年）8月1日 - 単独株式移転し、株式会社東京証券取引所グループを設立（以下、東証グループ）。この結果、同社の完全子会社となる。
- 2010年（平成22年）1月4日 - 新たな株式売買システム「arrowhead（アローヘッド）」が稼動し、売買注文が1件あたり2 - 3秒から5ミリ秒（ms）程度まで短縮された。
- 2010年（平成22年）12月24日 - 公式マスコット「あろーずくん」がTwitterを開始。当初は大納会のアシスタントディレクター役で登場した[16]。
- 2011年（平成23年）11月21日 - 取引時間の延長を行う（前場の終了時刻を11:00から11:30へ変更）
- 2011年（平成23年）11月22日 - 東証グループと大阪証券取引所が経営統合することを発表。
- 2013年（平成25年）1月1日 - 大阪証券取引所を存続会社として、東証グループを吸収合併した『株式会社日本取引所グループ』（JPX）が発足。同4日にJPXが東証第1部に上場する。
- 2013年（平成25年）7月16日 - 大阪証券取引所より1,100社（内訳は後述の表参照）が移設し、現物市場取引の東西統合が行われる。
- 2015年（平成27年）9月24日 - arrowheadがリニューアルし、注文応答時間が従来の1/10にあたる0.5ミリ秒に短縮された[17]。
- 2020年（令和2年）11月30日 - 社長の宮原幸一郎が10月1日に発生したシステム障害で株式売買が終日停止した責任を取って辞任した。
- 2021年（令和3年）7月20日 - 新しい電光掲示板（ヒビノ製）による株価表示開始。従来の3色表示からフルカラー表示に対応した[18]。
- 2022年（令和4年）4月4日 - 一定範囲の上場銘柄について、第一部・第二部・JASDAQスタンダード・JASDAQグロース・マザーズから、新市場となるプライム・スタンダード・グロースへ移行した[19]。
- 2023年（令和5年）10月11日 - カーボン・クレジット市場を開設した。
- 2024年（令和6年）11月5日 - 取引時間の延長を行い（後場の終了時刻を15:00から15:30へ変更）、15:25:00～15:30:00 の5分間に クロージング・オークションを導入。[20]

### 歴代の法人代表者
歴代理事長
特記なき場合『日本官僚制総合事典 : 1868-2000』による。
| 氏名       | 在任期間                        |
| ---------- | ------------------------------- |
| 小林光次   | 1949年4月1日 - 1955年3月30日    |
| 玉塚栄次郎 | 1955年3月30日 - 1957年9月26日   |
| 藍澤彌八   | 1957年9月26日 - 1961年4月27日   |
| 井上敏夫   | 1961年4月27日 - 1967年4月27日   |
| 森永貞一郎 | 1967年4月27日 - 1974年1月24日   |
| 谷村裕     | 1974年1月24日 - 1982年11月25日  |
| 竹内道雄   | 1982年11月25日 - 1988年11月12日 |
| 長岡實     | 1988年11月12日 - 1994年5月25日  |
| 山口光秀   | 1994年5月25日 - 2000年5月25日   |
| 土田正顕   | 2000年5月25日 - 2001年10月31日  |

歴代社長
| 氏名       | 前職           | 在任期間                   |
| ---------- | -------------- | -------------------------- |
| 土田正顕   | 大蔵省         | 2001年11月1日 - 2004年1月  |
| 鶴島琢夫   |                | 2004年4月 - 2005年12月     |
| 西室泰三   | 東芝           | 2005年12月 - 2007年6月     |
| 斉藤惇     | 野村證券       | 2007年6月 - 2013年1月      |
| 岩熊博之   | 東京証券取引所 | 2013年1月 - 2013年6月      |
| 清田瞭     | 大和証券       | 2013年6月 - 2015年6月      |
| 宮原幸一郎 | 東京証券取引所 | 2015年6月 - 2020年11月30日 |
| 清田瞭     | 東京証券取引所 | 2020年11月 - 2021年3月     |
| 山道裕己   | 野村證券       | 2021年4月 - 2023年4月      |
| 岩永守幸   | 東京証券取引所 | 2023年4月 - （現職）       |

## システム
当社は上記、株式売買や相場報道といった東証の事業にかかるシステム開発・運用のほか、グループ会社の事業にかかるシステム開発・運用も行っている。

### 東京証券取引所事業のシステム
株券等売買システム（以前は株式売買システム、CB売買システムに分かれていた）、相場報道システム、広域ネットワークインフラなど、複数のシステムを保有。売買システムは富士通が開発と保守を担っている。（過去存在した、先物オプション〈デリバティブ〉売買システムは、東証が市場開設していた市場デリバティブ取引について大阪取引所に一本化されたため現在東証では保有していない）

#### 株券等売買システム

##### 1982年 - 2009年
1982年1月23日、市場第二部の33銘柄に対して日立 のコンピューターの売買システムを導入。1985年に立会場銘柄を除く全銘柄に拡大。取引の少ない銘柄から順次コンピューター対応を進めていった。
1994年から2009年までは日立や富士通のメインフレームが使われていた。1999年4月30日に立会場が閉場し、取引は全てシステム化された。
2005年に相次いで発生したシステム障害により揺らいだ信頼を回復するため、次世代システムを2008年に完成させる予定であった。ところが、ライブドア・ショックで取引数がシステムの能力を超え兼ねない事態となって取引停止に追い込まれたこともあり、計画を前倒しさせることとなった。この新システムは地方証券取引所にも開放し、全国の取引所のシステム統一を目指す。障害時のバックアップを強化し、処理スピードの高速化により急増する取引にも対応できるようにする。

##### arrowhead
2010年1月4日に新たな株式売買システムサーバ「arrowhead（アローヘッド）」が稼動した。基幹IAサーバは富士通「FUJITSU Server PRIMEQUEST」、Red Hat Enterprise LinuxベースのOS、ミドルウエアは新開発のオンメモリデータベース「FUJITSU Software Primesoft Server」。売買注文1件あたり2 - 3秒から5ミリ秒程度に短縮され、2010年1月の実績処理速度は平均2ミリ秒、2015年のリニューアル前の段階で1ミリ秒。人間の目視や反応時間を超える高速取引は、機関投資家やデイトレーダーの行動に影響も懸念される。
2015年9月24日にarrowheadがリニューアルし、注文応答時間は0.5ミリ秒（ms） になった。サーバー間はInfiniBandで接続し、FUJITSU Software Primesoft Serverでメモリ上のデータを同期している。データベースはソリッドステートドライブ上に構築した、FUJITSU Integrated System PRIMEFLEX for HA Database になった。オペレーティングシステムはRed Hat Enterprise LinuxとMicrosoft Windows Server。
2019年11月5日にarrowheadがバージョンアップし、注文応答時間は0.2ミリ秒、情報配信時間は0.5ミリ秒になった。FUJITSU Server PRIMERGY RX2540 M4の400台構成。
2024年11月5日にarrowhead4.0を運用開始。

##### システム提供先
東証が開発・維持保守を担うarrowheadについては、東証の立会売買において使用されるだけでなく、2019年現在、下記金融商品取引所でも使用されている。
- 名古屋証券取引所[31]
- 札幌証券取引所[32]
- 福岡証券取引所[33]

##### 注文件数の最大処理能力
1日当りの最大処理能力はシステムのリニューアルの度に以下のように増やしているが、能力限度が近い場合は取引が停止される。
- 1982年1月23日 - 注文受付件数が10万件[22]
- 2006年1月30日 - 注文受付件数が1200万件、約定件数が500万件[34]
- 2006年11月6日 - 注文受付件数が1400万件、約定件数が840万件[35]
- 2010年1月4日 - 注文件数1億3700万件[17]
- 2015年9月24日 - 注文件数2億7000万件[17]

##### コロケーションサービス
2010年1月よりarrowheadとともに、arrowheadとの通信時間を短くするべくコロケーションサービスを提供し、これにより高頻度取引（高速取引）に対応した。通信時間は片道15.7マイクロ秒。

##### システム障害
- 1997年（平成9年）8月1日 - 東証でシステム障害が発生。1,702銘柄（全銘柄の約9割）の午前中取引が停止。
- 2001年（平成13年）
  - 6月12日 - ソフト99コーポレーション株が上場時に終日取引停止。
- 2005年（平成17年）
  - 11月1日 - コンピュータプログラムミスにより、全上場銘柄の取引を一時停止。
  - 12月8日 - みずほ証券の誤発注したジェイコム株の注文を取り消せず、ジェイコム株大量誤発注事件となる。
- 2006年（平成18年）
  - 1月18日 - ライブドア事件で大量の売り注文に対し、リアルタイム処理が追いつかず、全銘柄取引停止。
- 2008年（平成20年）
  - 2月8日 - デリバティブ売買システムの障害で一部先物商品の取引を停止。
  - 7月22日 - デリバティブ売買システムの障害で、指数、株式・国政先物、オプション取引を一時停止。
- 2012年（平成24年）
  - 2月2日 - arrowhead内の3つのサーバで不具合が発生、9時より241銘柄の取引を一時停止。
- 2018年（平成30年）
  - 10月9日 - arrowhead内の1つのサーバで不具合が発生、売買が遅延したり、一部の注文ができなくなった。
- 2020年（令和2年）
  - 10月1日 - 売買システムで株価など相場情報の配信に障害が発生、午前9時の取引開始から全ての銘柄で売買が終日停止された。同システムを利用しているため、名古屋証券取引所・札幌証券取引所・福岡証券取引所も同様に売買が終日停止された。午前7時4分に共有ディスク装置に障害が発生し、メモリ故障が発生した場合の待機系への切り替えが正しく設定されておらず[39][40]、待機系に切り替わらなかったため、午前8時54分にネットワークを遮断し、取引を停止させた[41][42]。

#### 広域ネットワークインフラ（arrownet）
東証は「arrownet」と呼ばれる広域ネットワークインフラを保有している。arrownetは特に高信頼性の実現を目指し設計されているとされる。
2009年にarrownet V1が、2012年、arrownet V2が稼働。

##### システム構成
arrownetの土台にあるのが、東証の売買システム、清算システム等が稼働するデータセンタ（プライマリ・セカンダリ）、および「アクセスポイント」（複数存在。後述）を結ぶ、10Gの光リング網（MPLS）である。
アクセスポイントとは、市場参加者や情報ベンダといったarrownet利用者が接続してくる先である。利用者から見ると、従前は様々な市場関係機関に対しそれぞれ回線敷設等を行う必要があったが、arrownetV2の稼働によりarrownetが業界共通のネットワークインフラとなり、共通のarrownetアクセスポイントへ回線の敷設だけで済むようになった。
海外拠点からのarrownet接続ニーズに対応してarrownet-Globalサービスも展開。

##### arrownetを利用した接続が可能な機関
arrownetV2が稼働して接続可能機関が増加。

###### JPXグループ内
- 東京証券取引所
- 大阪取引所
- 日本証券クリアリング機構[注 6]
- 東京商品取引所 （※東京商品取引所はJPXグループ内のシステム（デリバティブ売買システム〈J-GATE〉、ならびに清算システム）の一部も共同利用）

###### JPXグループ外
- 証券保管振替機構
- 東京金融取引所

#### 書類授受等システム（Target）
東証は、「Target」という、下記を行うためのシステムを運営している。下記「運営者」はTargetを用いたサービスを実施する主体で、東証以外の数社も Targetを用いてサービスを提供をする。
1. （運営者から利用者へ）業務上のデータや連絡事項、統計情報等の提供
2. （利用者から運営者へ）書類提出

##### 運営者一覧
下記は東証作成資料（2018年7月25日版） による。
- 東京証券取引所（上場会社向け・取引参加者向け等）
- 証券保管振替機構（発行会社向け・機構参加者向け等）
- 日本証券金融
- 日本証券クリアリング機構（清算参加者向け等）
- 東京商品取引所（取引参加者向け等）

#### RFQプラットフォーム "CONNEQTOR"
ETFのRFQ（英語: Request For Quote）プラットフォーム。2021年2月に稼働。
おもに機関投資家が、売買を希望する銘柄・数量等を本プラットフォームに参加するマーケットメイカーに打診し、マーケットメイカーが個別に提示した価格で売買を行う。この場所で合意形成された取引は、ToSTNeT市場で発注・約定される。

### グループ会社事業のシステム
グループ会社・兄弟会社にあたる以下の会社のシステムの開発・運用も行っている。
- 日本証券クリアリング機構の清算業務を処理するシステム[50][51]で、清算システム[50] と称する。
- 日本取引所自主規制法人の業務を処理するシステム（例: 売買審査システム[52]）

## 有価証券に関する規定
ここでは2022年4月4日以降の規定について記述する。なお、以下はいずれも、東京証券取引所の開設する金融商品取引市場のうち、有価証券（うち、内国株券、外国株券、外国株預託証券、外国株信託受益証券、非参加型優先株〈これは、剰余金配当に関して優先的内容を有する種類の株式のうち、優先配当金の支払いを受けた後、残余の分配可能額からの配当については受け取ることのできないものに係る株券を指す。〉、子会社連動配当株）に関する部分に係る規定である。

### 上場・上場廃止に関する規定
有価証券上場は審査基準がある。主な審査基準は下表の通りである。
| 審査基準 | プライム | スタンダード | グロース |
| --- | --- | --- | --- |
| 株主数 （上場時見込み） | 800人以上 | 400人以上 | 150人以上 |
| 流通株式数 （上場時見込み） | 20,000単位以上 | 2,000単位以上 | 1,000単位以上 |
| 流通株式時価総額 （上場時見込み） | 100億円以上 | 10億円以上 | 5億円以上 |
| 流通株式比率 （上場時見込み） | 35%以上 | 25%以上 | 25%以上 |
| 時価総額 （上場時見込み） | 250億円以上 | - | - |
| 利益の額又は売上高 （利益の額については 連結経常利益金額又は連結経常損失金額に 非支配株主に帰属する当期純利益又は 非支配株主に帰属する当期純損失を加減） | 以下のいずれかに適合すること *最近2年間の利益の額の総額が25億円以上 *最近1年間における売上高が100億円以上である場合で かつ時価総額が1,000億円以上となる 見込みのあること | 最近1年間の利益の額の総額が1億円以上 | - |
| 純資産の額 （上場時見込み） | 連結純資産が50億円以上 （単体純資産が負でないこと） | 連結純資産が正 | - |
| 事業継続年数 | 3か年以前から取締役会を設置して、 継続的に事業活動をしていること | 3か年以前から取締役会を設置して、 継続的に事業活動をしていること | 1か年以前から取締役会を設置して、 継続的に事業活動をしていること |
| 虚偽記載又は不適正意見等 | *最近2年間の有価証券報告書等に 「虚偽記載」なし *最近2年間（最近1年間を除く）の財務諸表等の監査意見が 「無限定適正」又は「除外事項を付した限定付適正」 *最近1年間の財務諸表等の監査意見が 原則として「無限定適正」 *新規上場申請に係る株券等が 国内の他の金融商品取引所に上場されている場合にあっては、 次の（a）及び（b）に該当するものでないこと **（a）最近1年間の内部統制報告書に 「評価結果を表明できない」旨の記載 **（b）最近1年間の内部統制監査報告書に 「意見の表明をしない」旨の記載 | *最近2年間の有価証券報告書等に 「虚偽記載」なし *最近2年間（最近1年間を除く）の財務諸表等の監査意見が 「無限定適正」又は「除外事項を付した限定付適正」 *最近1年間の財務諸表等の監査意見が 原則として「無限定適正」 *新規上場申請に係る株券等が 国内の他の金融商品取引所に上場されている場合にあっては、 次の（a）及び（b）に該当するものでないこと **（a）最近1年間の内部統制報告書に 「評価結果を表明できない」旨の記載 **（b）最近1年間の内部統制監査報告書に 「意見の表明をしない」旨の記載 | *「上場申請のための有価証券報告書」に添付される監査報告書（最近1年間を除く）において、 「無限定適正」又は「除外事項を付した限定付適正」 *「上場申請のための有価証券報告書」に添付される 監査報告書等（最近1年間） において、 「無限定適正」 *上記監査報告書又は四半期レビュー報告書に係る財務諸表等が 記載又は参照される有価証券報告書等に 「虚偽記載」なし *新規上場申請に係る株券等が 国内の他の金融商品取引所に上場されている場合にあっては、 次の（a）及び（b）に該当するものでないこと **（a）最近1年間の内部統制報告書に 「評価結果を表明できない」旨の記載 **（b）最近1年間の内部統制監査報告書に 「意見の表明をしない」旨の記載 |
| 登録上場会社等監査人 による監査 | 最近2年間の財務諸表等について、 登録上場会社等監査人 （日本公認会計士協会の品質管理レビューを受けた者に限る） の監査等を受けていること | 最近2年間の財務諸表等について、 登録上場会社等監査人 （日本公認会計士協会の品質管理レビューを受けた者に限る） の監査等を受けていること | 「新規上場申請のための有価証券報告書」 に記載及び添付される財務諸表等について、 登録上場会社等監査人 （日本公認会計士協会の品質管理レビューを受けた者に限る） の監査等を受けていること |

上記の他にも株式事務代行機関の設置等々に関する規定がある。
2022年4月4日に実施されたプライム・スタンダード・グロースの各新市場へ移行に関しては、市場選択制度を導入した。2020年2月21日に発表された上場会社における市場選択の内容は下記の通りである。東京証券取引所は2021年7月9日に、新市場区分の上場維持基準に適合しているかどうかの1次判定結果を各上場企業へ通知した。1次判定結果の結果、東証一部上場企業の内、約30％に当たる664社がプライム市場への適合基準を満たしていなかった他、全上場企業を見ても、約26％にあたる965社が移行先として想定される適合基準を満たしていなかった。1次判定による上場維持基準を満たさなかった企業は、2次判定により上場維持基準に適合しているかどうかが判断されることになる。2021年9月1日から12月30日までを選択期間とした。
市場選択は以下の通りである。新市場への選択は市場変更や指定替えとは異なるので注意を要する。
| 旧：上場市場区分              | プライムを選択           | スタンダードを選択       | グロースを選択           |
| ----------------------------- | ------------------------ | ------------------------ | ------------------------ |
| 市場第一部                    | 市場選択に係る手続       | 市場選択に係る手続       | 新規上場と同様の審査手続 |
| 市場第二部 JASDAQスタンダード | 新規上場と同様の審査手続 | 市場選択に係る手続       | 新規上場と同様の審査手続 |
| マザーズ JASDAQグロース       | 新規上場と同様の審査手続 | 新規上場と同様の審査手続 | 市場選択に係る手続       |

選択期間に選択申請が行われなかった場合は、以下の新市場を選択したものとして取り扱う。
| 選択時の市場区分                         | 選択先の市場区分 |
| ---------------------------------------- | ---------------- |
| 市場第一部 市場第二部 JASDAQスタンダード | スタンダード市場 |
| マザーズ JASDAQグロース                  | グロース市場     |

2022年1月11日に選択結果が発表され、一部上場企業の内1841社がプライム市場を、344社がスタンダード市場をそれぞれ選択した。二部上場企業並びにJASDAQスタンダード上場企業は1132社全社がスタンダード市場を選択した。マザーズ上場企業並びにJASDAQグロース上場企業の内1社がスタンダード市場を、残り459社がグロース市場をそれぞれ選択した。

### 市場区分移行に伴う経過措置
プライム市場の上場維持基準を満たしていない617社の内、321社がスタンダード市場を選択した一方で、残る296社は基準適合に向けた計画を開示した上でプライム市場を選択した。スタンダード市場の上場維持基準を満たしていない212社（一部上場企業12社、二部上場企業72社、JASDAQスタンダード上場企業128社）は基準適合に向けた計画を開示した上でスタンダード市場を選択した他、グロース市場の上場維持基準を満たしていない46社（JASDAQグロース上場企業17社、マザーズ上場企業29社）は基準適合に向けた計画を開示した上でグロース市場を選択した。上場維持基準を満たしていない企業は上場維持基準において経過処置が適用される。ただし、特別注意銘柄（旧名称・特設注意市場銘柄）に指定された場合は経過処置の適用対象外となる。

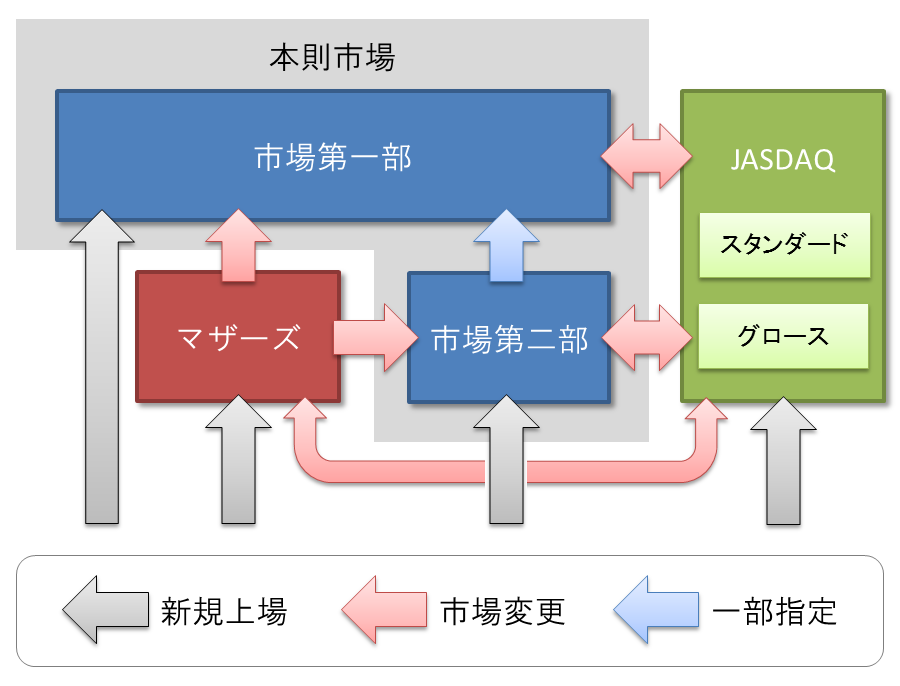
2022年4月までの市場構成
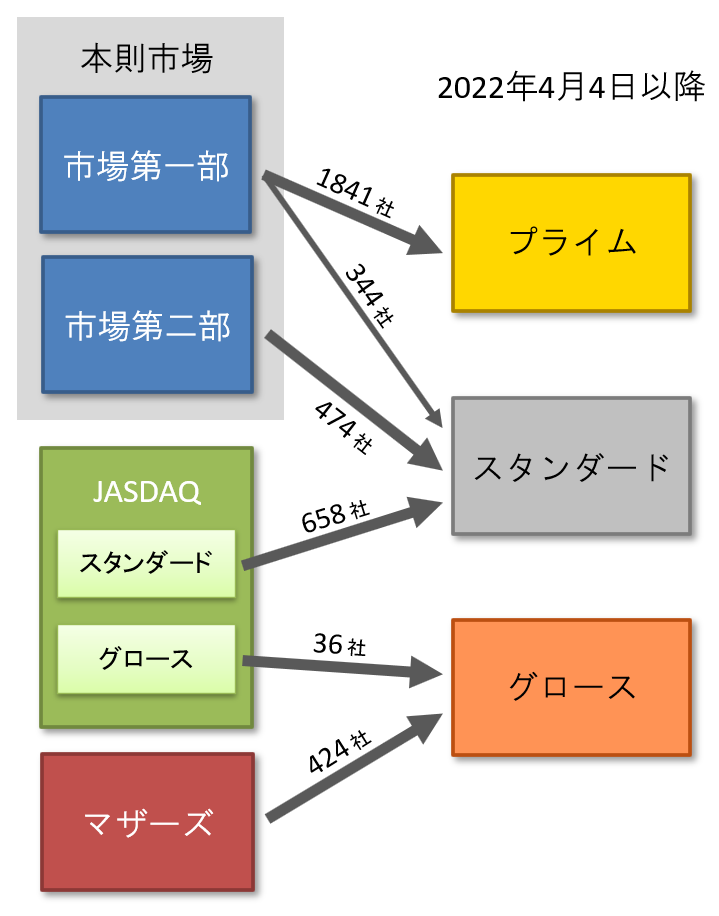
2022年4月の市場再編の概要

2023年1月30日に、東証は原則として2025年3月1日以降に迎える年度末をもって上場維持基準の経過措置を廃止し、本来の上場基準を適用すると発表した。あわせて、東証一部上場からプライム市場を選択した企業が、今回の経過措置終了日の決定を踏まえてスタンダード市場への移行を希望する場合、2023年4月1日から9月29日の半年間に限り市場再選択を認めることとした。2023年10月13日に市場再選択によりプライム市場からスタンダード市場へ移行する企業が発表され、177社が同年10月20日にスタンダード市場へ移行した。
東証は2025年2月18日、2024年10月現在における経過措置の適用を受けている267社の状況について公表した。プライム市場上場企業69社、スタンダード上場企業147社、グロース市場上場企業51社（いずれも重複上場を除く）が上場維持基準に不適合であることが明らかとなり、プライム市場上場企業とスタンダード上場企業では流通株式時価総額による上場維持基準不適合が大半を占めた他、グロース市場上場企業では時価総額による上場維持基準不適合が大半を占めた。2023年12月31日現在で経過措置の適用を受けている345社の動向も公表され、119社（プライム49社・スタンダード59社・グロース11社）が上場維持基準に適合した一方で、新たに54社（プライム15社・スタンダード26社・グロース13社）が上場維持基準不適合となった。
一方で、2023年12月31日現在で経過措置の適用を受けている345社の内、スタンダード市場への市場変更に関する事前相談を行った企業が31社（プライム23社・グロース8社）あり、この内1社がグロース市場からスタンダード市場への市場変更を実施した。また、16社（プライム1社・スタンダード15社）が名古屋証券取引所などの他市場との重複上場を実施した他、14社（プライム2社・スタンダード10社・グロース2社）がM&AやMBOによって株式を非公開化した。
スタンダード市場への市場変更に関する事前相談が増加している事を受け、東証は上場企業向けに市場変更に関する事前相談窓口を開設している。

#### 上場廃止基準
上場廃止基準は、上場維持基準への不適合、虚偽記載又は不適正意見等、売買高、その他（破産や反社会的勢力の関与など）等々に関する規定に違反した場合。
上場維持基準に抵触したとしても、即ち上場廃止にならない。債務超過に関しては、審査対象事業年度の末日以前3か月間の平均時価総額が1,000億円以上の場合（改善に向けた計画を適切に開示しているものに限る）と法的整理、私的整理（事業再生ADRなど）により債務超過でなくなることを計画している場合は上場維持基準には抵触しない。

### 市場変更に関する規定
市場変更（例：スタンダード→プライム、グロース→スタンダード）を行う際は、旧市場とは異なり新規上場申請手続及び新規上場審査と同様の変更申請を行う必要がある。上場維持基準に抵触した場合、旧市場とは異なり他の市場への指定替えは自動的に行われない。上場維持基準に抵触したために市場変更（例：プライム→スタンダード、スタンダード→グロース）を希望する場合は、現在の市場区分における改善期間の最終日までに市場区分の新規上場申請手続及び新規上場審査と同様の変更申請を行わなければならない（改善期間の最終日までに審査が完了しなかった場合は、審査完了までの間監理銘柄に指定される）。
過去5年以内に特別注意銘柄（旧名称：特設注意市場銘柄）の指定を受けたり、改善報告書並びに改善状況報告書の提出を求められた上場企業が市場変更申請を行う場合は、通常の審査の他にも、実効性確保措置に関連して策定された改善措置（実効性確保措置により提出した改善報告書、内部管理体制確認書、改善状況報告書の内容）が適切に履行されているかの審査も実施される。対象期間は改善報告書の徴求が改善報告書の提出日の翌日から5年間、特別注意銘柄（旧名称：特設注意市場銘柄）の指定が指定期間中並びに指定解除日の前日から5年後までとなっている。
市場変更（名古屋証券取引所などの他の証券取引所に重複上場する場合も含む）に際して、実効性確保措置に関連して策定された改善措置が適切に履行されているかの審査を受けなければならない上場企業は以下の通り（2025年5月21日現在、改善報告書の徴求と特別注意銘柄（旧名称：特設注意市場銘柄）の指定の両方を受けた会社は改善報告書の徴求からの通算期間（2020年2月6日以前に特設注意市場銘柄の指定や改善報告書の徴求を受けた場合は2020年2月7日以降）。監理銘柄や整理銘柄に指定されている企業は除く）。
| コード | 銘柄名                             | 現在上場している市場 （括弧内は 他の証券取引所に 重複上場している 市場） | 過去5年以内に 上場企業が受けた 実効性確保措置 | 対象期間                       |
| ------ | ---------------------------------- | ------------------------------------------------------------------------ | --------------------------------------------- | ------------------------------ |
| 1447   | SAAFホールディングス               | グロース                                                                 | 改善報告書の徴求                              | 2023年10月27日～2028年10月26日 |
| 1780   | ヤマウラ                           | プライム （名証プレミア）                                                | 改善報告書の徴求                              | 2023年10月7日～2028年10月6日   |
| 1960   | サンテック                         | スタンダード                                                             | 改善報告書の徴求                              | 2025年3月4日～2030年3月3日     |
| 2437   | Shinwa Wise Holdings               | スタンダード                                                             | 改善報告書の徴求                              | 2024年12月20日～2029年12月19日 |
| 2667   | イメージ ワン                      | スタンダード                                                             | 改善報告書の徴求                              | 2024年3月20日～2029年3月19日   |
| 2721   | ジェイホールディングス             | スタンダード                                                             | 改善報告書の徴求                              | 2020年8月18日～2025年8月17日   |
| 2743   | ピクセルカンパニーズ               | スタンダード                                                             | 特別注意銘柄の指定                            | 2025年1月29日～                |
| 2764   | ひらまつ                           | スタンダード                                                             | 改善報告書の徴求                              | 2021年4月14日～2026年4月14日   |
| 2901   | ウェルディッシュ                   | スタンダード                                                             | 改善報告書の徴求                              | 2020年7月14日～2025年7月13日   |
| 3647   | ジー・スリーホールディングス       | スタンダード                                                             | 特設注意市場銘柄の指定                        | 2022年4月1日～2028年5月19日    |
| 3814   | アルファクス・フード・システム     | グロース                                                                 | 改善報告書の徴求                              | 2020年6月27日～2025年6月26日   |
| 4169   | ENECHANGE                          | グロース                                                                 | 改善報告書の徴求                              | 2024年9月25日～2029年9月24日   |
| 4427   | EduLab                             | グロース                                                                 | 改善報告書の徴求 特設注意市場銘柄の指定       | 2022年1月26日～2028年5月19日   |
| 4526   | 理研ビタミン                       | プライム                                                                 | 改善報告書の徴求                              | 2021年1月26日～2026年1月25日   |
| 4777   | ガーラ                             | スタンダード                                                             | 改善報告書の徴求                              | 2025年1月21日～2030年1月20日   |
| 5856   | エルアイイーエイチ                 | スタンダード                                                             | 特別注意銘柄の指定                            | 2025年3月27日～                |
| 5994   | ファインシンター                   | スタンダード （名証メイン）                                              | 改善報告書の徴求                              | 2024年12月21日～2029年12月20日 |
| 6173   | アクアライン                       | グロース                                                                 | 特別注意銘柄の指定                            | 2025年1月29日～                |
| 6182   | メタリアル                         | グロース                                                                 | 改善報告書の徴求                              | 2022年2月1日～2027年1月31日    |
| 6408   | 小倉クラッチ                       | スタンダード                                                             | 改善報告書の徴求                              | 2021年2月23日～2026年2月22日   |
| 6573   | アジャイルメディア・ネットワーク   | グロース                                                                 | 改善報告書の徴求 特設注意市場銘柄の指定       | 2021年9月3日～2028年8月29日    |
| 6615   | ユー・エム・シー・エレクトロニクス | プライム （名証メイン）                                                  | 特設注意市場銘柄の指定                        | 2020年2月7日～2026年4月28日    |
| 6675   | サクサ                             | スタンダード                                                             | 改善報告書の徴求                              | 2020年12月5日～2025年12月4日   |
| 6740   | ジャパンディスプレイ               | プライム                                                                 | 改善報告書の徴求                              | 2020年7月29日～2025年7月28日   |
| 7719   | 東京衡機                           | スタンダード                                                             | 改善報告書の徴求 特別注意銘柄の指定           | 2020年2月7日～2029年11月22日   |
| 7831   | ウイルコホールディングス           | スタンダード                                                             | 特別注意銘柄の指定                            | 2024年10月26日～               |
| 8070   | 東京産業                           | プライム                                                                 | 改善報告書の徴求                              | 2024年6月13日～2029年6月12日   |
| 8089   | ナイス                             | スタンダード                                                             | 特設注意市場銘柄の指定                        | 2020年2月7日～2025年12月18日   |
| 8746   | UNBANKED                           | スタンダード                                                             | 特設注意市場銘柄の指定                        | 2020年7月11日～2027年3月31日   |
| 8798   | アドバンスクリエイト               | プライム （札証・福証）                                                  | 改善報告書の徴求                              | 2025年6月20日～2030年6月19日   |
| 9444   | トーシンホールディングス           | スタンダード                                                             | 改善報告書の徴求                              | 2025年5月17日～2030年5月16日   |
| 9446   | サカイホールディングス             | スタンダード                                                             | 改善報告書の徴求                              | 2022年5月27日～2027年5月26日   |
| 9612   | ラックランド                       | プライム                                                                 | 改善報告書の徴求                              | 2024年8月1日～2029年7月31日    |

## 立会時間（休業日を除く平日）
当社の開設する金融商品市場における、内国下部の立会時間は以下の通り。
※売買立会時（立会時間）｜日本取引所グループ（2024-11-5閲覧）
- 前場（ぜんば） 9時 - 11時30分
- 後場（ごば） 12時30分 - 15時30分
- 休業日 - 土曜日、日曜日、国民の祝日に関する法律で定められた日、年末年始期間（12月31日 - 1月3日）

## 上場会社

### 上場会社数
上場する数は、2025年3月24日現在で3,958社。
| 市場の種別       | 全体  | (外国) |
| ---------------- | ----- | ------ |
| プライム         | 1,634 | (1)    |
| スタンダード     | 1,578 | (2)    |
| グロース         | 610   | (3)    |
| TOKYO PRO Market | 136   | (0)    |
| 合計             | 3,958 | (6)    |

※凡例
(外国) - 外国企業株

### 上場会社一覧
- 東京証券取引所プライム市場上場企業一覧
- 東京証券取引所スタンダード市場上場企業一覧
- 東京証券取引所グロース市場上場企業一覧
- 東京証券取引所で上場廃止となった企業一覧

## 出資証券と優先出資証券
2024年現在、出資証券（金融商品取引法第2条第1項第6号）で東証に上場されているものの例として、日本銀行の出資証券が、優先出資証券で東証に上場されているものの例として信金中央金庫の優先出資証券が、ある。

## 外国部
東京証券取引所は、特にアジアの成長性が豊かな外国企業の上場を推進するため、1973年に「外国部」と題した外国企業専門の取引カテゴリーを新設した。外国企業の多くは欧米などに本部があり、それぞれの母国に上場している大手企業だけでなく、東証にのみ単独で上場する企業もある。
しかし、取引の伸び悩みが深刻であったため、2005年2月7日をもって外国部の専門カテゴリーを廃止し、当時外国部に上場された30社は経過処置として2007年2月6日までの2年間は第1部に上場させ、第2部への指定替えを行わなかった。これは、欧米の市場は国籍で区分けせずに取引をしており、東証のように外国の株式を独自に分ける異質な取扱いは投資家の投資意欲を低下させることや、外国企業にとっても排外的に映り、新規上場を妨げるという理由があった。これにより外国企業も、日本国内企業と同様の審査・条件をクリアすることで、第1・2部、マザーズ、JASDAQのいずれかに上場できるように改善された。なお、外国部の上場企業は1991年の127社を一つの境として、それ以後はバブル経済崩壊や金融危機を受けて減少傾向にあり、外国部廃止当時は30社、さらに市場の統合後も減少は続き、現在はプライム1社、スタンダード2社、グロース3社の合計6社まで減少している。

### 上場している外国会社の一覧
2022年4月4日現在。（）内は順に証券コード、国名。
プライム市場
- ワイ・ティー・エル（1773、マレーシア）

スタンダード市場
- ビート・ホールディングス・リミテッド（9399、英領ケイマン諸島）
- メディシノバ・インク（4875、アメリカ合衆国）

グロース市場外国株
- テックポイント・インク（6697、アメリカ合衆国）
- オムニ・プラス・システム・リミテッド（7699、シンガポール）
- YCPホールディングス（グローバル）リミテッド（9257、シンガポール）

## 上場株を基にした株価指数
- 東証株価指数（TOPIX）
- JPXプライム150指数
- 日経平均株価（日経225）
- S&P/TOPIX150シャリア指数
- JPX日経インデックス400

## 記者クラブ
東証内にある記者クラブとして、「兜倶楽部」（かぶとくらぶ）がある。
- 決算シーズンに主に発表される資料
  - 業績予想の修正
  - 決算短信

## 子会社

### 東証システムサービス
株式会社東証システムサービス（とうしょうシステムサービス）は、かつて存在した日本の会社。株式会社日本取引所グループならびに株式会社東京証券取引所の子会社。東京証券取引所や証券保管振替機構、日本証券クリアリング機構のシステムまたはそれらのクライアントシステムの開発を行った経験を有した。株式会社JPX総研との合併（株式会社JPX総研が存続、株式会社東証システムサービスが消滅となる吸収合併）に伴い消滅した。

#### 概要
「システム開発事業」「運用サービス事業」「ネットワークビジネス」の三事業を中心にJPXグループ 関連企業等のシステム開発から運用、arrownetのネットワーク管理などを手がける。

#### 沿革
下記沿革はすべて当社の公開する情報に基づいていることに注意されたい
出典:
- 1986年6月 - 資本金3000万円で設立。
- 2002年3月 - 株式会社東京証券取引所の100%子会社となる。
- 2002年10月 - 資本金を1億円に増強。
- 2004年4月 - 総務省競争参加資格を取得。
- 2005年3月 - BS7799/ISMSの認証を取得。
- 2007年4月 - ISO27001:2005への移行認証を取得。
- 2007年5月 - 株式会社東京証券取引所が保有している株式のうち、20%が株式会社証券保管振替機構に譲渡される。
- 2007年10月 - 日本証券クリアリング機構の参加者モニタリングシステムを開発。
- 2009年4月 - 東証arrowhead取引参加者端末システムを開発。
- 2009年7月 - 東証arrownet稼動に伴うサービス提供開始。
- 2009年12月 - 本社を東京都中央区日本橋茅場町第二証券会館に移転。
- 2014年3月 - 本社を東京都中央区日本橋茅場町 茅場町一丁目平和ビルに移転。
- 2015年2月 - ISO27001:2013への移行認証取得。
- 2016年3月 - 株式会社証券保管振替機構が保有する全株式を自己株式として取得。
- 2016年5月 - 本社を東京都中央区日本橋茅場町 東京証券会館ビルに移転。
- 2022年4月1日 - 株式会社JPX総研に合併し解散[82]。

## デジタルテレビ（受信障害対策中継放送局）
免許人：株式会社東京証券取引所
| ID | 放送局名     | 物理チャンネル | 空中線電力 | ERP   | 放送対象地域                                    | 放送区域内世帯数 | 偏波面   | 開局日        |
| -- | ------------ | -------------- | ---------- | ----- | ----------------------------------------------- | ---------------- | -------- | ------------- |
| 1  | NHK東京総合  | 27ch           | 1 mW       | 400μW | 関東広域圏 （茨城県、栃木県、群馬県を含まない） | -世帯            | 垂直偏波 | 2011年9月30日 |
| 2  | NHK東京Eテレ | 26ch           | 1 mW       | 400μW | 全国                                            | -世帯            | 垂直偏波 | 2011年9月30日 |
| 4  | 日本テレビ   | 25ch           | 1 mW       | 400μW | 関東広域圏                                      | -世帯            | 垂直偏波 | 2011年9月30日 |
| 5  | テレビ朝日   | 24ch           | 1 mW       | 400μW | 関東広域圏                                      | -世帯            | 垂直偏波 | 2011年9月30日 |
| 6  | TBSテレビ    | 22ch           | 1 mW       | 400μW | 関東広域圏                                      | -世帯            | 垂直偏波 | 2011年9月30日 |
| 7  | テレビ東京   | 23ch           | 1 mW       | 400μW | 関東広域圏                                      | -世帯            | 垂直偏波 | 2011年9月30日 |
| 8  | フジテレビ   | 21ch           | 1 mW       | 400μW | 関東広域圏                                      | -世帯            | 垂直偏波 | 2011年9月30日 |
| 9  | TOKYO MX     | 20ch           | 1 mW       | 400μW | 東京都                                          | -世帯            | 垂直偏波 | 2011年9月30日 |

- 放送区域は東京証券取引所ビルの建物内[85]。

## テレビでの特集
- 日経スペシャル ガイアの夜明け 激動！株式市場 ～大投資時代をどう生きるか～（2006年2月28日、テレビ東京）[86]。- 東京証券取引所の想定外の失態を取材。

## カーボン・クレジット市場
売買の対象は、J-クレジット（これは、経済産業省、環境省及び農林水産省が管轄する国内における地球温暖化対策のための排出削減・吸収量認証制度に基づき認証された温室効果ガス排出削減・吸収量を指し、国内クレジット制度からの移行型、J-VER制度からの移行型、地域版J-クレジット、J-VER（未移行）、地域版J-VER（未移行）、国内クレジット（未移行）を含む。）、及び超過削減枠（これは、GXリーグ事務局が定めるGXリーグ規程第３条に規定する超過削減枠を指す。）のみとなっている。
他に日本でカーボンクレジットのマーケットプレイスを展開しているサービスは下記のとおりである。
- カーボンEX（https://carbonex.co.jp/）
- E-DASH（https://carbon-offset.e-dash.io/）
- 日本カーボンクレジット取引所（https://jpccx.com/）

市場参加者数は、2025年4月11日において、321。
2023年10月11日～2024年11月29日の売買高合計は612,349t-CO2。
金融商品取引法において、カーボン・クレジットの売買は、有価証券の売買にも、市場デリバティブ取引にもあたらないため、本市場は同法上の金融商品市場ではない。また、商品先物取引法上の商品市場でもない。

## トラブル・事故（システム障害を除く）
- 1951年（昭和26年）2月15日 - 前日からの吹雪で都心の積雪が30センチメートルを越え、交通麻痺のため立会中止。
- 1953年（昭和28年）1月29日 - 大衆投資家の出動で株価急騰、出来高激増のため立会時間を短縮。2月9日、臨時立会停止。2月11日、株価反落。2月23日、立会時間復元。

## 従業員の業務に関係する不祥事の疑惑
2024年10月24日、上場企業からの情報開を取り扱う関わる部署の20歳代社員が株式公開買い付け（TOB）の公表前情報を基に、親族に株取引を勧めていたとして証券取引等監視委員会の強制捜査を受けていたと読売新聞が報じた。親族は数十万円以上の利益を得ていたという。
さらに、同年12月23日、証券取引等監視委員会は、当社の「上場部開示業務室」に勤務していた同社の従業員について、金融商品取引法違反（情報伝達）の嫌疑があるとして、当該嫌疑について東京地方検察庁に告発した、と公表した。
当該公表の内容において同委員会は、KDDI株式会社が株式会社東京証券取引所と締結した株券上場契約の履行に関して当該従業員の知った事実（公開買付け関係）を、第三者会社（株式会社ローソン）の株券を買い付けさせて利益を得させる目的をもって、当該従業員が他者へ伝達した、等の嫌疑を示している。
なお、読売新聞オンラインによれば、上嫌疑従業員は、2024年12月23日に東京証券取引所を懲戒解雇された。
2024年12月25日、東京地検特捜部は元従業員と父親を在宅起訴した。2025年5月9日、東京地裁は元従業員と父親にそれぞれ懲役1年6月、執行猶予3年、罰金100万円を言い渡した。父親には追徴金約2116万円も言い渡した。